# Gastón Ávila
Gastón Luciano Ávila (Rosário, 30 de setembro de 2001) é um futebolista argentino que atua como zagueiro. Atualmente joga pelo Fortaleza, emprestado pelo Ajax.

## Carreira
Iniciou sua carreira nas categorias de base do Rosario Central e depois passou pelo Boca Juniors, onde fez sua estreia profissional em 2020. Em 2021, foi emprestado ao Rosario Central, onde se destacou com 27 jogos e 3 gols. Em 2022, foi transferido para o Royal Antwerp, clube belga onde conquistou o Campeonato Belga, a Copa da Bélgica e a Supercopa da Bélgica.
Em 2023, transferiu-se para o Ajax, na Holanda, por cerca de 12 milhões de euros, mas teve poucas oportunidades, atuando em apenas 5 jogos pela equipe principal. Em 2025, foi emprestado ao Fortaleza, do Brasil, onde já participou de partidas no Campeonato Brasileiro.

## Seleção Nacional
Representou a Argentina nas categorias Sub-20 e Sub-23, participando de competições importantes como o Torneio de L'Alcúdia em 2018, conquistado pela seleção Sub-20, e a seleção olímpica em 2023.
Foi convocado para treinos da seleção principal em 2021, mas ainda não estreou oficialmente.

## Títulos

### Boca Juniors
- Campeonato Argentino: 2019–20
- Copa da Liga: 2020, 2022
- Supercopa Argentina: 2018

### Royal Antwerp
- Campeonato Belga: 2022–23[3]
- Copa da Bélgica: 2022–23[3]
- Supercopa da Bélgica: 2023[3]

## Curiosidades
- Gastón Ávila é irmão do atacante Chimy Ávila, que atua no Real Betis, da Espanha.[4]
- É um zagueiro canhoto, conhecido pela boa saída de bola e presença física.